# Leuchtfeuer Petersburger Damm

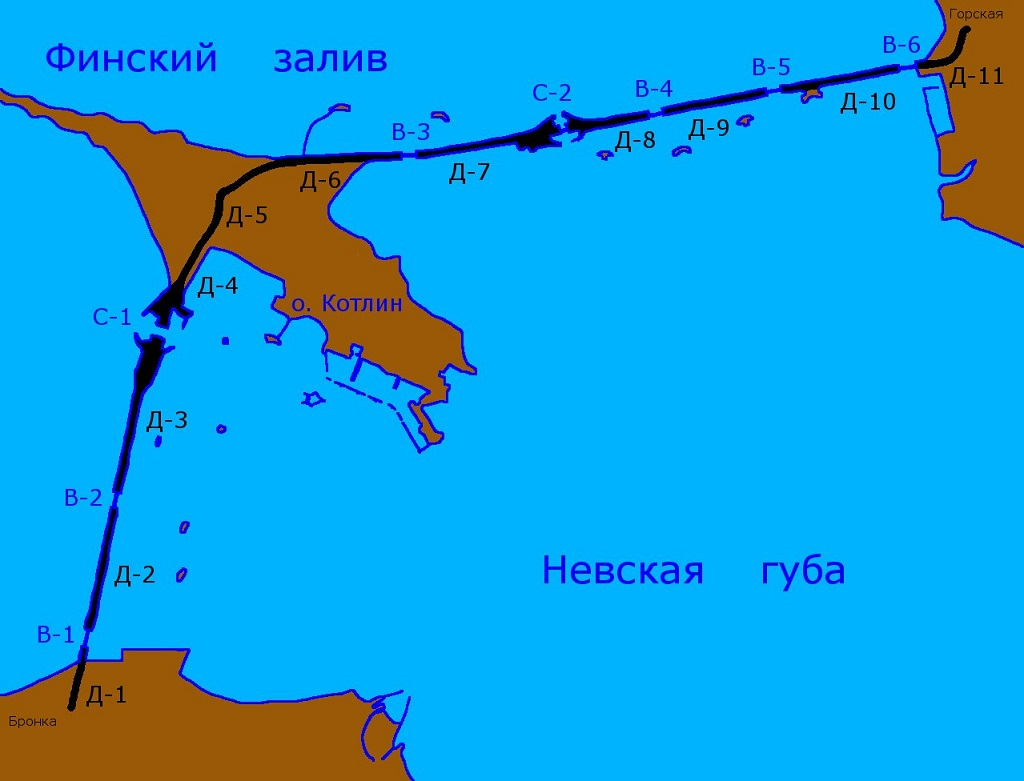

Die Leuchtfeuer Petersburger Damm stehen am Petersburger Damm, der dem Hochwasserschutz und als Landverkehrsweg dient. Der Damm erfordert eine angepasste Kennzeichnung der Seeverkehrswege, die durch ihn geändert und teilweise gesperrt wurden. Es gibt zwei verschließbare Passagen, die durch Leuchtfeuer an den Innen- und Außenmolen ansteuerbar sind.

## Leuchtfeuer Fluttor Kotlin
Das Seetor „С1“ (Schleuse 1) ist für die Passage von Seeschiffen während des ganzen Jahres vorgesehen. Der Durchgang ist ein schiffbarer Durchlass mit zwei segmentierten schwimmenden Schleusentoren. Die Durchfahrtsbreite beträgt 200 m, die Tiefe an der Schwelle beträgt 16 m.
|       |     | | Koordinaten                  | seit | Höhe           | Höhe           | Code    | Reichweite    | Nummer                   |       |
| Feuer | Bau | | Koordinaten                  | seit |                |                | Code    |               | Nummer                   |       |
| ----- | --- | --- | ---------------------------- | ---- | -------------- | -------------- | ------- | ------------- | ------------------------ | ----- |
| außen | ⮟   | Bild gesucht Die Wikipedia wünscht sich an dieser Stelle ein Bild vom hier behandelten Ort. Falls du dabei helfen möchtest, erklärt die Anleitung , wie das geht. BW | 59° 59′ 26″ N, 29° 41′ 15″ O | 2008 | 56 ft (17,1 m) | 33 ft (10,1 m) | Fl.(2)G | 5 sm (9,3 km) | UKHO C4011 NGA 13021     | [ 3 ] |
| außen | ⮝   | Bild gesucht Die Wikipedia wünscht sich an dieser Stelle ein Bild vom hier behandelten Ort. Falls du dabei helfen möchtest, erklärt die Anleitung , wie das geht. BW | 59° 59′ 38″ N, 29° 41′ 25″ O | 2008 | 56 ft (17,1 m) | 33 ft (10,1 m) | Fl.(2)R | 5 sm (9,3 km) | UKHO C4011.2 NGA 13021.1 | [ 4 ] |
| innen | ⮟   | Bild gesucht Die Wikipedia wünscht sich an dieser Stelle ein Bild vom hier behandelten Ort. Falls du dabei helfen möchtest, erklärt die Anleitung , wie das geht. BW | 59° 59′ 18″ N, 29° 42′ 2″ O  | 2008 | 46 ft (14 m)   | 33 ft (10,1 m) | Fl.(2)G | 5 sm (9,3 km) | UKHO C4011.4 NGA 13022   | [ 5 ] |
| innen | ⮝   | Bild gesucht Die Wikipedia wünscht sich an dieser Stelle ein Bild vom hier behandelten Ort. Falls du dabei helfen möchtest, erklärt die Anleitung , wie das geht. BW | 59° 59′ 30″ N, 29° 42′ 12″ O | 2008 | 46 ft (14 m)   | 33 ft (10,1 m) | Fl.(2)R | 5 sm (9,3 km) | UKHO C4011.6 NGA 13022.1 | [ 6 ] |

## Leuchtfeuer Schleuse 2
Der Navigationspass „С2“ (Schleuse 2, Nordpassage) ist für den Verkehr von Schiffen mit einem Tiefgang von bis zu 5,5 m (Typ „Fluss-Meer“) vorgesehen. Zum Flutschutz gibt es ein Hubtor. Die schiffbare Breite beträgt 110 m, die Tiefe an der Schwelle beträgt 7 m. Unter ihr befindet sich ein 2500 Tonnen schweres Tor, das offen unter Wasser liegt. Im Falle einer Überschwemmung wird das Tor auf eine Höhe von 4,55 m über dem normalen Wasserspiegel hydraulisch angehoben.
|       |     | | Koordinaten                 | seit | Höhe           | Höhe          | Code       | Reichweite    | Nummer                   |
| Feuer | Bau | | Koordinaten                 | seit |                |               | Code       |               | Nummer                   |
| ----- | --- | --- | --------------------------- | ---- | -------------- | ------------- | ---------- | ------------- | ------------------------ |
| außen | ⮞   | Bild gesucht Die Wikipedia wünscht sich an dieser Stelle ein Bild vom hier behandelten Ort. Falls du dabei helfen möchtest, erklärt die Anleitung , wie das geht. BW | 60° 1′ 43″ N, 29° 50′ 3″ O  | 2008 | 46 ft (14 m)   | 26 ft (7,9 m) | Fl.(2)R.5s | 5 sm (9,3 km) | UKHO C4078 NGA 13045.3   |
| außen | ⮜   | Bild gesucht Die Wikipedia wünscht sich an dieser Stelle ein Bild vom hier behandelten Ort. Falls du dabei helfen möchtest, erklärt die Anleitung , wie das geht. BW | 60° 1′ 41″ N, 29° 49′ 50″ O | 2008 | 46 ft (14 m)   | 26 ft (7,9 m) | Fl.(2)G.5s | 5 sm (9,3 km) | UKHO C4078.2 NGA 13045.2 |
| innen | ⮞   | Bild gesucht Die Wikipedia wünscht sich an dieser Stelle ein Bild vom hier behandelten Ort. Falls du dabei helfen möchtest, erklärt die Anleitung , wie das geht. BW | 60° 1′ 24″ N, 29° 50′ 13″ O | 2008 | 39 ft (11,9 m) | 26 ft (7,9 m) | Fl.(2)R.5s | 5 sm (9,3 km) | UKHO C4077.8 NGA 13045.1 |
| innen | ⮜   | Bild gesucht Die Wikipedia wünscht sich an dieser Stelle ein Bild vom hier behandelten Ort. Falls du dabei helfen möchtest, erklärt die Anleitung , wie das geht. BW | 60° 1′ 24″ N, 29° 49′ 58″ O | 2008 | 39 ft (11,9 m) | 26 ft (7,9 m) | Fl.(2)G.5s | 5 sm (9,3 km) | UKHO C4077.9 NGA 13045   |